# Tales of Creation
Tales of Creation – czwarty album szwedzkiego doom metalowego zespołu Candlemass. Po nagraniu tego albumu, Messiah Marcolin odszedł od zespołu aż do roku 2005, i albumu Candlemass. Album Tales of Creation doczekał się reedycji w 2001 roku za sprawą Powerline Records. Niektóre utwory („Dark Reflections”, „Under the Oak”, „Into the Unfathomed Tower”, „Somewhere in Nowhere” i „A Tale of Creation”) pierwotnie pochodzą z dema z 1985 roku, który także nazywa się Tales of Creations.

## Lista utworów
1. The Prophecy – 01:27
2. Dark Reflections – 05:06
3. Voices in the Wind – 00:14
4. Under the Oak – 06:00
5. Tears – 04:13
6. Into the Unfathomed Tower – 03:04
7. The Edge of Heaven – 06:25
8. Somewhere in Nowhere – 03:47
9. Through the Infinitive Halls of Death – 05:07
10. Dawn – 00:25
11. A Tale of Creation – 06:55

## Wykonawcy
- Leif Edling – gitara basowa
- Mats Björkman – gitara rytmiczna
- Jan Lindh – perkusja
- Lars Johansson – gitara prowadząca
- Messiah Marcolin – wokal